# Lew Wassiljewitsch Schubnikow

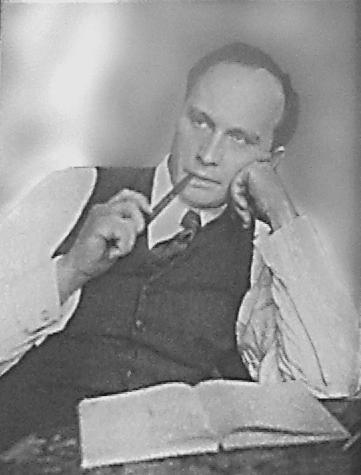
Lew Schubnikow

Lew Wassiljewitsch Schubnikow (russisch Лев Васильевич Шубников, englische Transliteration Lev Shubnikov; * 9. September 1901 in Sankt Petersburg; † 10. November 1937) war ein sowjetischer Physiker.

## Leben und Wirken
Schubnikow war der Sohn eines Buchhalters in Sankt Petersburg und studierte ab 1918 an der Staatlichen Universität Sankt Petersburg, ab 1922 an der Staatlichen Polytechnischen Universität von Sankt Petersburg. Während der Zeit des russischen Bürgerkriegs war das Studium schwierig: als er 1921 versehentlich mit seinem Segelboot in finnische Gewässer segelte, wurde er nach Deutschland ausgewiesen und konnte erst  1922 nach Russland zurückkehren, wo er sein Studium bis zum Diplom-Abschluss 1926 fortsetzte. Als Student entwickelte er mit Iwan Obreimow eine neue Methode, Einkristalle von Metallen zu züchten. Nach dem Studium ging er auf Empfehlung von Abram Joffe 1926 nach Leiden an das Labor für Tieftemperaturphysik von Heike Kamerlingh Onnes, das zu der Zeit schon von seinem Schüler Wander Johannes de Haas geleitet wurde. Schubnikow blieb dort bis 1930. Dort entdeckten beide den bis heute für die Untersuchung von Elektronen in Festkörpern viel eingesetzten Schubnikow-de-Haas-Effekt. 1930 kehrte er in die Sowjetunion zurück und wurde Leiter des Tieftemperaturlabors am neu gegründeten Institut für Physik und Technologie der Ukrainischen Akademie der Wissenschaften in Charkiw in der Ukraine (dessen Leitung Obreimow hatte). 1935 entdeckte er den Antiferromagnetismus und 1936 den Paramagnetismus (mit Boris Lazarew) von festem Wasserstoff. Er war einer der ersten, dem im Labor größere Mengen des bei tiefen Temperaturen flüssigem Heliums zur Verfügung standen, und zwar schon seit 1931 und ab 1934 in größeren Mengen, nachdem Meißner aus Berlin seine Verflüssigungsmethode dort einführte. In Charkiw kam es auch zu einer engen Zusammenarbeit und Freundschaft mit dem Theoretiker Lew Landau (nach anfänglicher Skepsis von Landau). 1937 leistete Schubnikow (kurz vor seinem Tod) mit seiner Gruppe auch Pionierarbeit in der Entdeckung von Typ II Supraleitern. Weder Lew Landau noch andere Wissenschaftler erkannten aber damals oder später die Bedeutung seiner Experimente, die erst nach der Wiederentdeckung von Typ II Supraleitung 1961 in den USA (John Kunzler und andere, Bell Laboratories) gewürdigt wurden. Die Theorie der Supraleiter 2. Art lieferte in den 1950er Jahren Alexei Alexejewitsch Abrikossow (wofür er den Nobelpreis erhielt) und Pierre-Gilles de Gennes nannte die Schubnikow-Phase in der Theorie der Typ II Supraleiter nach Schubnikow.
1937 fiel er wie andere Kollegen am Institut für Physik und Technologie in der Ukraine einer Säuberungswelle des NKWD zum Opfer. Am 6. August wurde er inhaftiert und am 10. November zum Tode verurteilt und erschossen. Seine Hinrichtung wurde in der Sowjetunion lange geheim gehalten.
Er wurde in der Sowjetunion posthum rehabilitiert. Die Russische Akademie der Wissenschaften vergibt einen nach ihm benannten Schubnikow-Preis.